# Les Brotteaux
Pour les articles homonymes, voir Brotteaux.
Les Brotteaux est un quartier du 6e arrondissement de la ville de Lyon. Il est situé entre le Rhône et la voie de chemin de fer qui mène à la gare de la Part-Dieu. L'urbanisation de ce quartier a débuté à la fin du XVIIIe siècle sous l'impulsion de l'architecte et urbaniste Jean-Antoine Morand de Jouffrey (1727-1794). Ce quartier est parfois appelé quartier Morand.

## Étymologie
Le mot « broteau » (avec un seul « t ») désigne, en parler lyonnais, une île de la plaine alluviale du Rhône qui est limitée par le fleuve lui-même ou l'un de ses bras, ou lône. Ce mot provient du francoprovençal broteu, lui-même formé par dérivation de brot, prononcé [bru], qui désigne les jeunes pousses d'arbres caractéristiques qui y poussent.
Il semble que la graphie actuelle qui comporte deux « t », « brotteau », soit apparue au début du XIXe siècle sous l'impulsion de l'administration locale malgré les vives protestations d'érudits locaux.

## Histoire

### Avant l'urbanisation

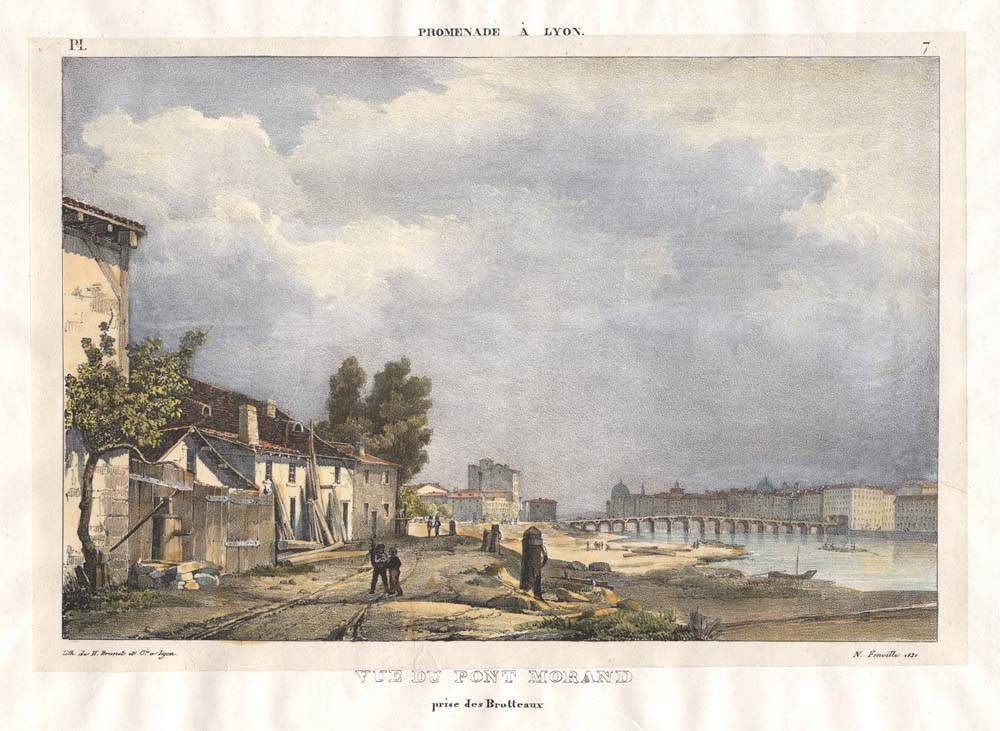
Les quais du Rhône vers 1830

La plaine alluviale du Rhône, qui occupe une grande partie des 3e, 6e et 7e arrondissements actuels, a été formée, il y a environ 15 000 ans, par les alluvions charriées par le fleuve. Ces alluvions s'accumulèrent et formèrent des bancs de sable et de galets délimitant des petites îles, séparées par des lônes. Ces îles fixent une végétation typique composée principalement de saules, d'aulnes et de frênes. À la moindre crue, les îles disparaissent et se reforment ailleurs. La végétation servait ainsi de bois de chauffage pour la ville toute proche. Petit à petit, ces bois laissèrent la place à une plaine herbeuse où le bétail pâture, notamment des veaux, d'où provient les toponymes Bechevelin (dans le 7e arrondissement) et Vaulx-en-Velin, quelques kilomètres en amont.
Jusqu'en 1730, le lit du Rhône est situé légèrement plus au sud-est qu'aujourd'hui. Il ne longe pas les contreforts caluirards mais passe à l'intérieur de l'actuel parc de la Tête d'or (dont le lac est un ancien bras) et rejoint son lit actuel au niveau du quai de Serbie. Entre ce lit et les contreforts de Caluire s'étendent plusieurs îles : île Chevaline, île Lambert et île du Consulat. Des fermes s'implantent sur ce territoire car certaines îles sont plus élevées et se retrouvent moins exposées aux crues. On trouve ainsi les fermes de la Tête d'or, de l'Émeraude et celle de Bellecombe.
En 1735, le Consulat de Lyon acquiert le domaine de l'Émeraude qui appartient aux Jésuites pour le céder la même année aux hospices civils de Lyon qui avaient déjà acquis le domaine de la Part-Dieu grâce au legs viager de Madame de Servient. Petit à petit, les hospices vont acquérir une à une les parcelles qui ne leur appartiennent pas encore : propriété Léotard en 1706, propriété et ferme Bernard en 1731 (rue Duquesne actuelle). Ainsi, en 1740, les Hospices sont propriétaires de la quasi-totalité des terrains à proximité du Rhône.
En 1754, le Rhône connait une terrible crue qui hypothèque les nouveaux aménagements effectués sur le Rhône. Le cours serait ainsi déplacé vers l'est et délaisserait les abords de la presqu'île. Les ports et les moulins n'auraient plus fonctionné. Cet évènement pousse le Consulat et les Hospices à réagir. C'est ainsi que le 3 octobre 1756, un arrêt du Conseil du Roi charge l'intendant de Généralité, de la Michodière, de préparer les travaux de construction d'une digue. Ceux-ci, très difficiles commencent en 1759 sous le regard de Deville et ne se terminent qu'en 1768. Le cours du fleuve est ainsi détourné légèrement plus à l'ouest, au niveau du lac du parc de la Tête d'or. Les Hospices sont désormais propriétaires de l'ancien lit du Rhône ainsi détourné, nouveau terrain que le Consulat leur attribue en dédommagement des dépenses avancées pour la construction de la digue. En 1763, les Hospices font de nouvelles acquisitions auprès du séminaire de Saint-Irénée et d'autres propriétaires. Ils détiennent désormais toute la bande de terrain qui longe le Rhône, sur environ un kilomètre de large et le domaine de la Part-Dieu. Les terrains situés à l'arrière de cette bande, vers l'actuelle place Kléber et les terrains de Bellecombe, appartiennent à des propriétaires privés. C'est ce qui va permettre à Jean-Antoine Morand de concevoir son « plan général de la ville de Lyon et de son agrandissement en forme circulaire dans les terrains des Brotteaux ».

### Les grands travaux de Morand (XVIIIesiècle)

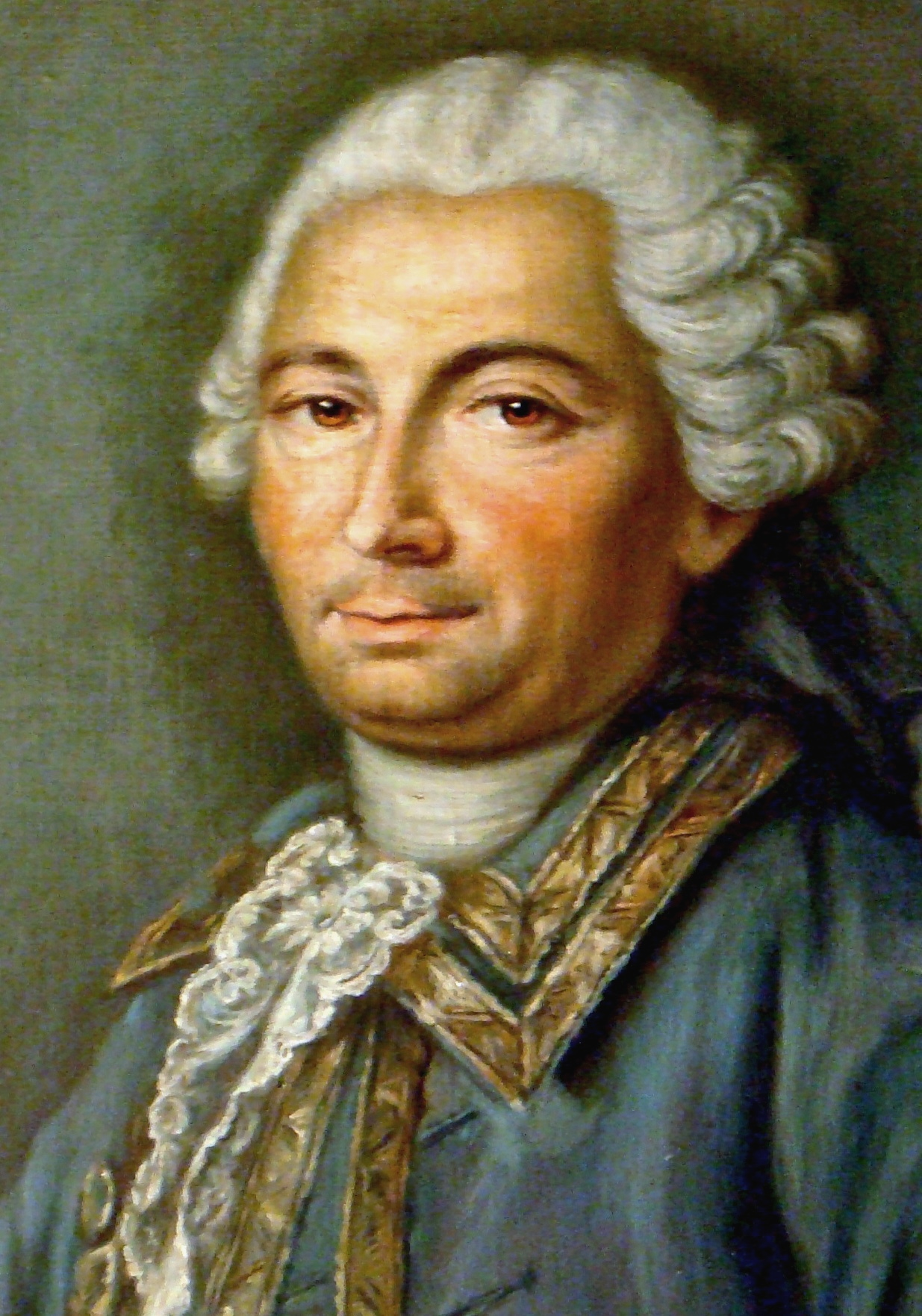
Jean-Antoine Morand.

L’urbanisation de la plaine des Brotteaux fait partie d’un projet de grande envergure conçu dès le début des années 1760 par Jean-Antoine Morand : le Projet d’un plan général de la Ville de Lyon, aussi connu sous les noms de « plan circulaire » ou « ville ronde ».
La création d’un quartier neuf, vaste et régulier sur la rive gauche du Rhône doit permettre le développement de nouvelles fonctions très diverses : promenade, détente, industrie, entrepôts. Il s’agit bien sûr de soulager la vieille ville dont la plupart des défauts (rues étroites et irrégulières, embarras des ponts, quais et places, défaut d’hygiène, manque d’espace, d’air et de lumière) seront corrigés. L’ensemble s’inscrit dans une enceinte circulaire censée supprimer toute difficulté urbaine par la perfection même de sa forme (influence superficielle des « villes idéales » de l’urbanisme classique).
La construction d’un pont sur le Rhône entre les Terreaux et les Brotteaux est nécessaire à l’accomplissement de ce plan : Morand obtient l’accord de la ville en 1766 et celui du conseil du roi en 1771 (pont en bois inauguré par Monsieur frère du Roi en 1775 avec un privilège de 99 ans).
Le terrain acheté par Morand en 1765 dans la plaine des Brotteaux est connu, dès cette époque, sous le nom de pré Morand. Les premiers travaux concernent la création d'allées publiques bordées d'arbres, d'une pièce d’eau et de fossés ainsi que la plantation de haies pour séparer les parcelles. L'architecte propose en effet un projet de lotissement (plans et élévations) composé de seize pavillons identiques, petits hôtels particuliers de style classique. Aucun ne sera construit. Morand élève en revanche sa propre demeure, la Paisible (actuellement restaurant Chez Orsi, place Kleber) décorée en trompe-l'œil dans le grand goût français moderne, vendue en 1785 à la loge maçonnique de la Sagesse. Morand construit également la maison Padovani ; le cafetier Spréafico achète un terrain et installe son activité aux Brotteaux en 1775 ; on note la présence d’une autre loge, dite de la Bienfaisance ; d’autres projets n’aboutiront pas (1769 : projet pour l’école vétérinaire fondée par Claude Bourgelat ; 1784 : projet de temple protestant dans le style néoclassique).
Mais dans l’ensemble, les Brotteaux restent, lorsque survient la Révolution, un lieu de promenade et d’agrément.

### LeXIXesiècle

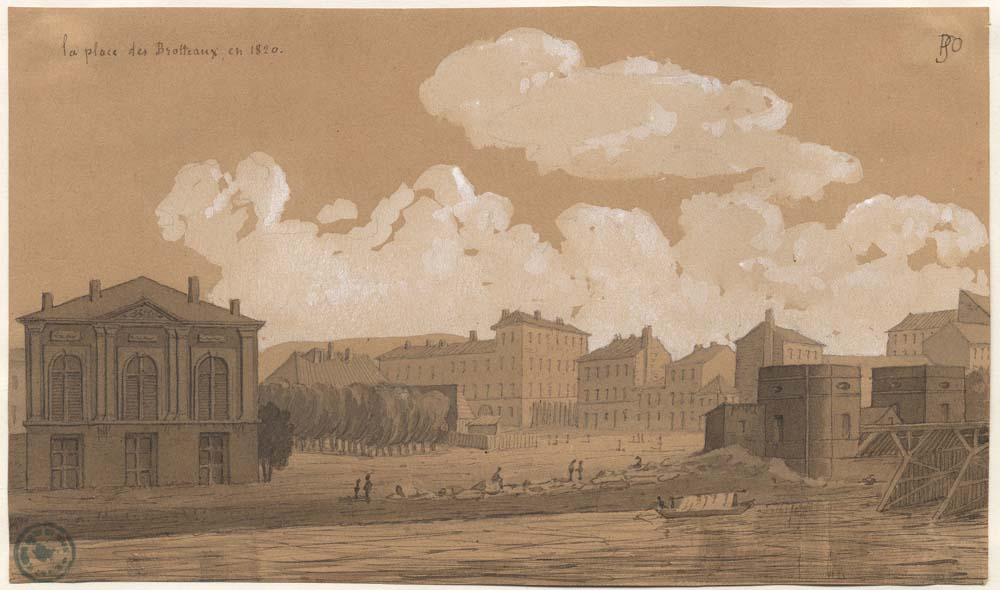
La place des Brotteaux en 1820

Le quartier commence à s'urbaniser au XIXe siècle. L'année 1856 est une date charnière pour le quartier des Brotteaux : la terrible crue du Rhône, l'inauguration du parc de la Tête d'or et l'ouverture de la première gare des Brotteaux.

#### Les fortifications
Le maréchal de camp Hubert Rohault de Fleury fait construire un ensemble d'ouvrages fortifiés qui constitue la première ceinture de Lyon. Sur le territoire des Brotteaux sont construits :
- le fort des Brotteaux en 1831,
- la redoute de la Tête d'or en 1832,
- la lunette des Charpennes en 1844,
- la redoute du Haut-Rhône en 1854[6].

#### La crue

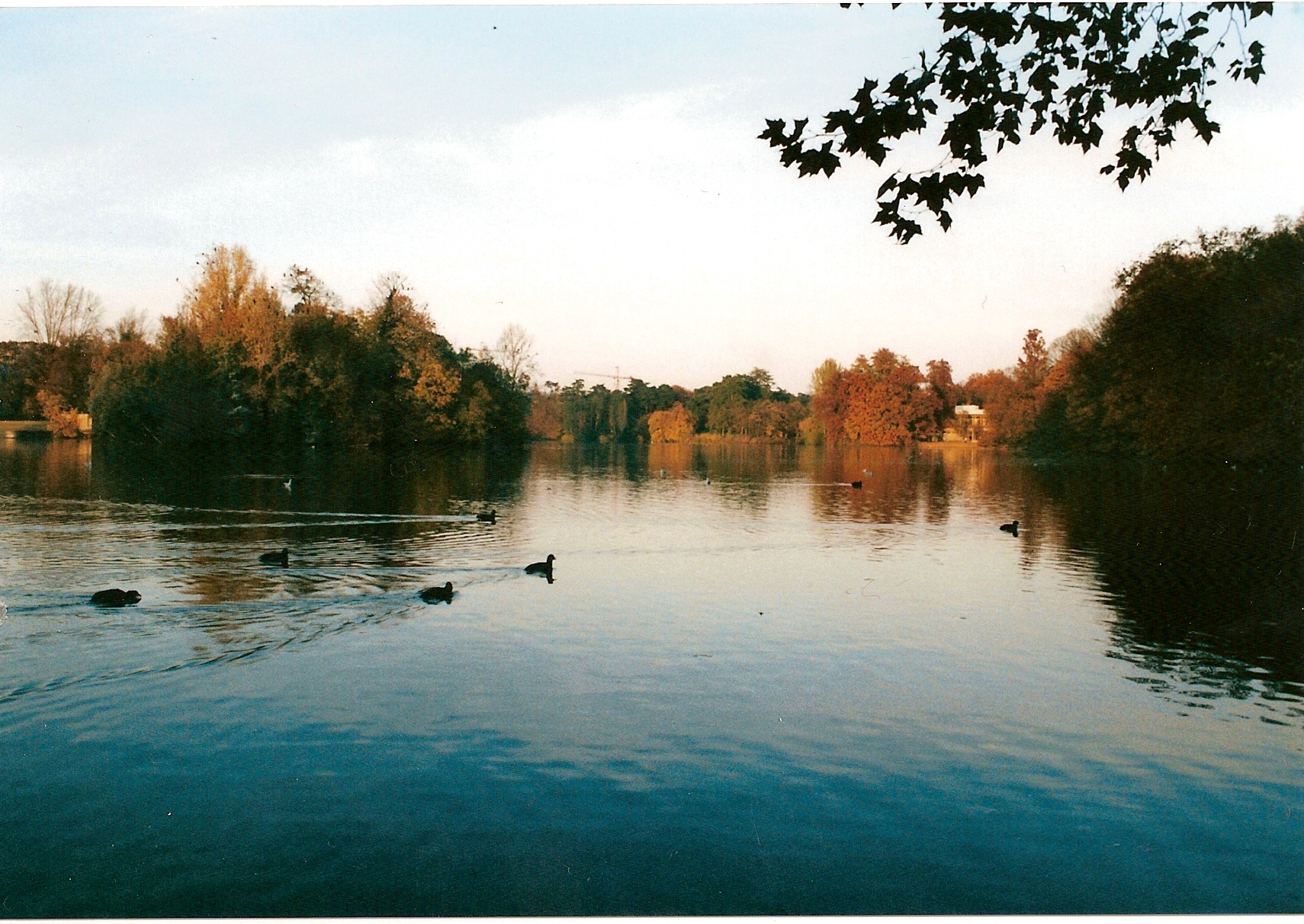
Le lac de la Tête d'or.

Le 31 mai 1856, la digue de terre à Vaulx-en-Velin cède sous l'impressionnant débit du Rhône (environ 5 000 mètres cubes par seconde). Le Rhône s'engouffre par la brèche et inonde tout le quartier, à l'exception de la place Morand (actuelle place Maréchal Lyautey).

#### Le parc de la Tête d'or
La digue de la Tête d'or est constituée en 1856 à la limite ouest et nord du parc. Les travaux commencent dès 1856, sous la direction des paysagistes suisses Denis et Eugène Bühler. Le parc est inauguré après cinq années de travaux mais il est ouvert dès 1857. La partie sud du parc, le long du boulevard des Belges est urbanisée à partir de 1892. Les hôtels particuliers et autres maisons bourgeoises possèdent un accès privé au parc.

#### La première gare des Brotteaux

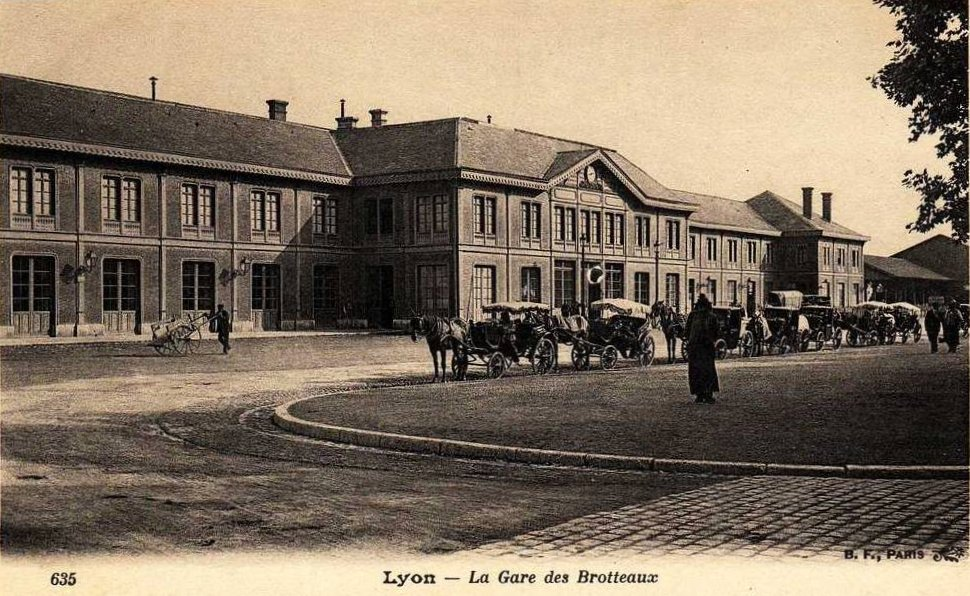
La première gare des Brotteaux (1859 – 1908)

En 1859, la ligne de Genève franchit le Rhône et se raccorde à la ligne Paris - Marseille. Cette ligne est construite de plain-pied et plusieurs passages à niveau sont établis. Une gare est construite dans le glacis intérieur du fort des Brotteaux (à l'emplacement de l'actuelle rue Waldeck-Rousseau entre la rue de Sèze et la rue Cuvier).

#### L'urbanisation

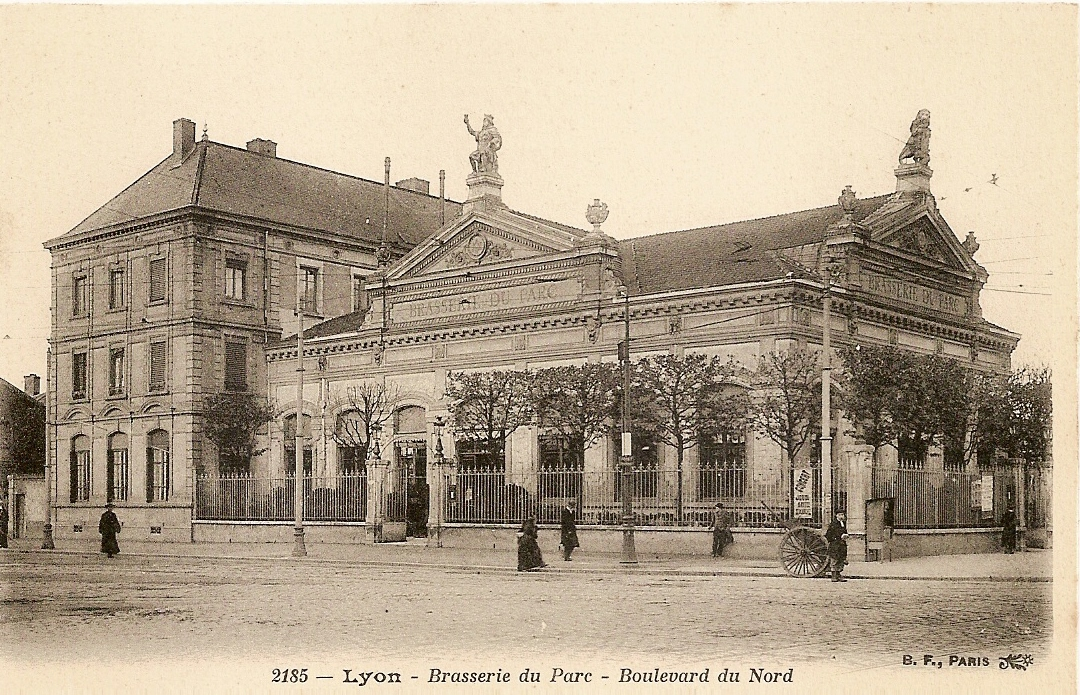
L'ancienne Brasserie du Parc

Le boulevard des Belges et le boulevard des Brotteaux sont créés à partir de 1862. L'urbanisation le long de ces deux voies durera plus de cinquante ans. La guerre franco-prussienne de 1870 montre que les forts construits dans la première partie du XIXe siècle sont obsolètes pour la défense de la ville. La loi du 21 août 1884 déclasse le fort des Brotteaux. De longs pourparlers commencent alors entre la ville et la Compagnie du chemin de fer Paris-Lyon-Méditerranée en vue de reconstruire la gare des Brotteaux légèrement plus à l'est à l'emplacement du fort. La construction de cette gare entre 1904 et 1908 fait totalement disparaitre l'ancien ouvrage militaire.
En 1895, le préfet Rivault et le maire Antoine Gailleton s'accordent sur la gestion des cinq hectares libérés par la destruction des fortifications qui occupaient l'actuel boulevard des Belges : « Les constructions devront être des hôtels, des villas d'agrément ou des maisons bourgeoises d'une hauteur maximale de trois étages »

### LeXXesiècle
L'actuel bâtiment de la gare de Lyon-Brotteaux est inauguré en 1908 sur la ligne Lyon-Genève qui se raccordait à l'axe Paris-Marseille et à la ligne Lyon-Grenoble selon le projet ayant abouti en 1860. Elle sera longtemps l'une des quatre gares importantes de la ville de Lyon (avec Perrache, Vaise et La Guillotière). Avec l'arrivée du TGV, la SNCF l'abandonnera en 1983 après la construction de la gare de la Part-Dieu.
En 1882 est inauguré le lycée Édouard-Herriot puis en 1919 le lycée du Parc.

## Aujourd'hui

### Gastronomie lyonnaise
Le quartier des Brotteaux accueille un nombre important de restaurants renommés tels que Le Neuvième Art (2 étoiles Michelin) de Christophe Roure, Le Miraflores (1 étoile Michelin) de Carlos Camino, Le Gourmet de Sèze (1 étoile Michelin) de Bernard Mariller, le Splendid anciennement de Georges Blanc modernisé, lequel restaurant fait face à la Brasserie L’Est de Paul Bocuse. La Brasserie des Brotteaux est également un lieu historique, classé monument historique de style “Belle Époque”, privilégié par les amateurs de traditions culinaires lyonnaises.

## Monuments et particularités

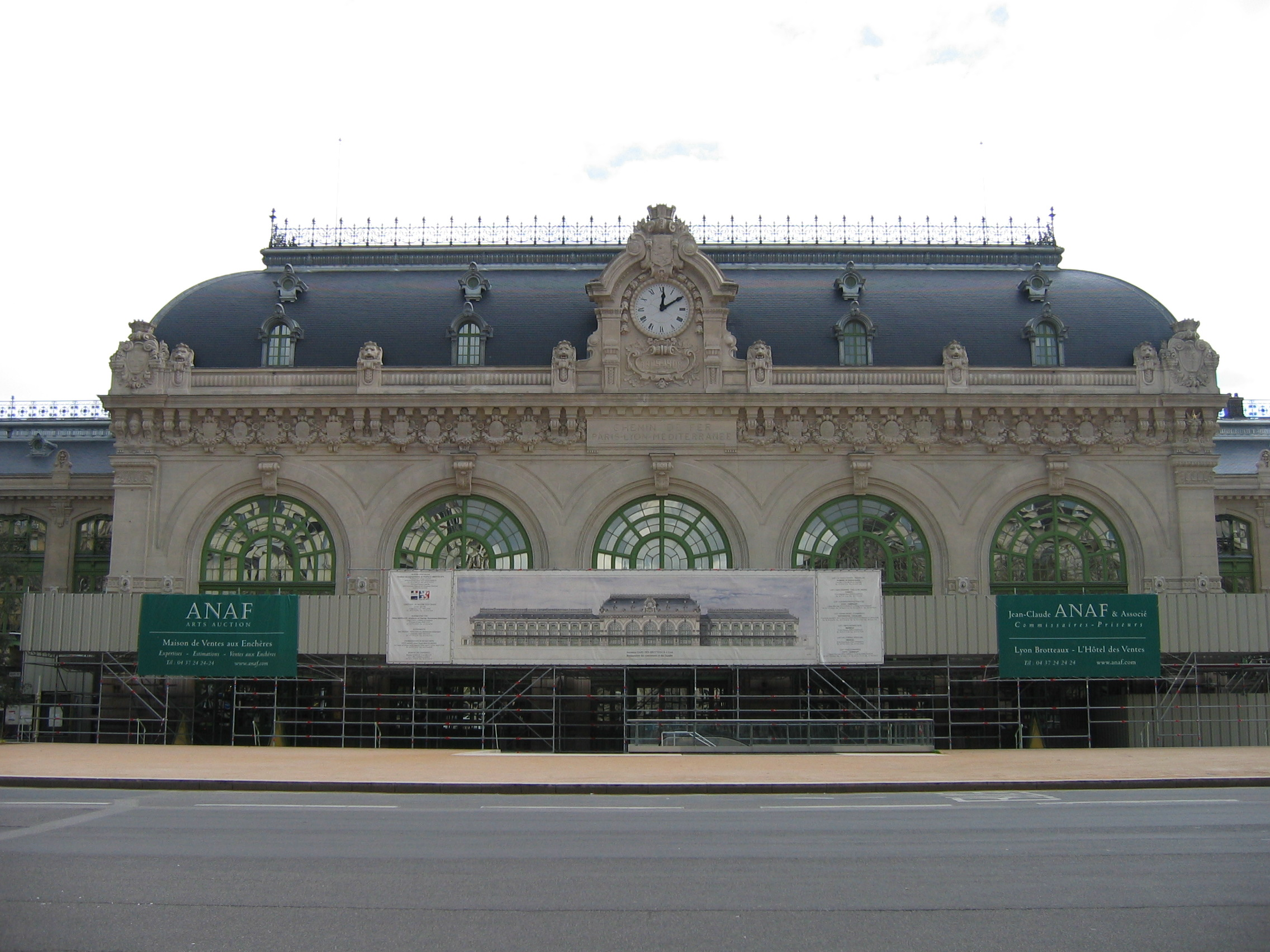
Façade de la gare des Brotteaux

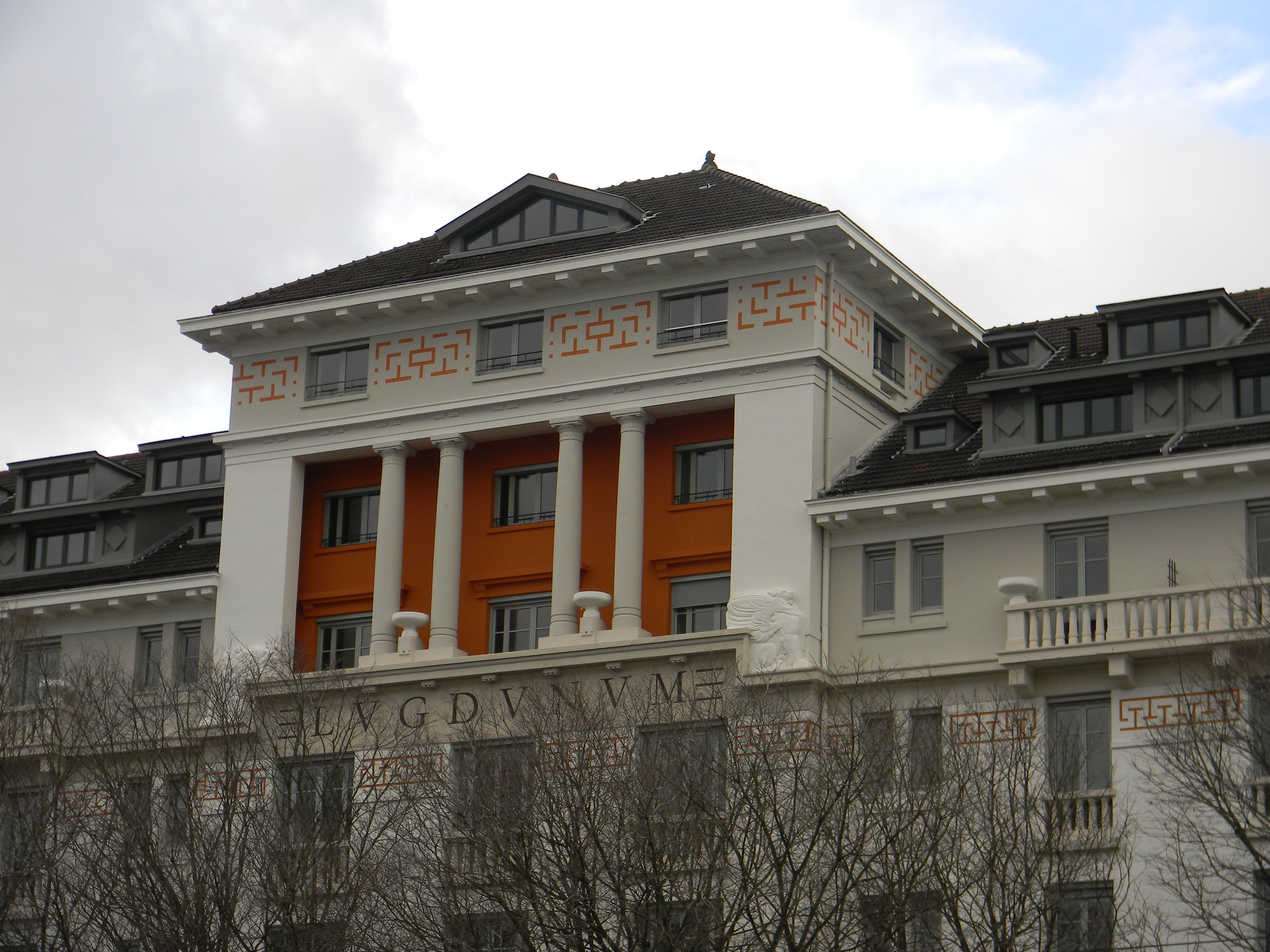
Hôtel Lugdunum

- La gare de Lyon-Brotteaux  Classé MH (1982) après son abandon en 1983 au profit de la gare de la Part-Dieu, entre 1983 et 1987 il a abrité différents projets, puis en 1989 une salle des ventes de plus de 1000m2 est inaugurée et dirigée par le commissaire-priseur Jean-Claude Anaf puis Claude Aguttes jusqu'en 2020. Désormais, la gare abrite un restaurant appelé CoCo (à la place de la salle des ventes), un des restaurants lyonnais de Paul Bocuse, baptisé l'Est, des bars branchés ainsi que des boîtes de nuit.
- la fontaine de la place du Maréchal-Lyautey  Inscrit MH (1975), confié au sculpteur Guillaume Bonnet et construite en 1865,
- l'église Saint-Pothin  Inscrit MH (2007), édifice néoclassique construit entre 1841 et 1843,
- le Pavillon de Flore : immeuble d'habitations de style Art déco, de 1930, rue Waldeck-Rousseau,
- le boulevard des Belges et ses hôtels particuliers,
- la Brasserie des Brotteaux et sa marquise et ses céramiques Art nouveau, ouverte depuis 1913,
- le Parking Morand, parcours muséographique consacré à l'œuvre de l'architecte-urbaniste ainsi qu’un buste de Jean-Antoine Morand de Jouffrey, créateur du quartier des Brotteaux,
- l'ancien hôtel « Lugdunum » faisant face à la gare des Brotteaux, de 1924.

### Le quartier des Brotteaux
Après les travaux de l'ingénieur Morand, rien n'arrêtera son expansion, pas même les grandes inondations de 1840 et de 1856. Les lieux d'intérêt comprennent la gare, le parc de la Tête d'Or, le boulevard des Brotteaux et deux églises. De la grande Place Lyautey qui donne sur le quai, on suit le quai général Sarrail longé par le parc de la Tête d'or avec la maison Barrioz, architecture flamande de béton et de brique qui a accueilli le consulat des États-Unis. En retrait du quai, sur la place Edgar-Quinet, on accède à l'église Saint-Pothin. Elle fut construite en 1843 par l'architecte Crépet. De style néo-classique avec péristyle à colonnes doriques, elle est dédiée à saint Pothin, premier évêque de Lyon et abrite un Saint-Paul devant l'aréopage de Villequin qui date de 1656.

Quai des Brotteaux (Lyon, 6ème arrondissement), actuellement quai Général-Sarrail.

La rue de Créqui permet d'accéder à l'église de la Rédemption sur la place Puvis de Chavannes, peintre lyonnais du mouvement symboliste à la fin du XIXe siècle. Construite entre 1867 et 1877 par les architectes Benoît père et fils, il lui manque le clocher de 84 mètres prévu à l'origine. Elle contient des vitraux des maîtres verriers Bégule, Magnin et Lavergne, une pieta de Fontan datant de 1894.

## Accessibilité
Ce site est desservi par les stations de métro Brotteaux, Charpennes - Charles Hernu, Masséna et Foch.